# Réanalyse du CEPMMT
Les projets de réanalyses du CEPMMT sont des projets de réanalyse météorologique du Centre européen pour les prévisions météorologiques à moyen terme (CEPMMT/ECMWF) qui combinent des observations passées à plusieurs variables. Ces réanalyses font partie des ensembles de données les plus utilisés en sciences géophysiques et fournissent une description complète du climat observé sur des grilles à trois dimensions de l'état de l'atmosphère passée à des intervalles infra quotidiens.

## Produits de réanalyses
En plus de la réanalyse de toutes les données anciennes dans un système cohérent, les réanalyses rendent possible l’utilisation de données archivées qui n’étaient pas accessibles lors des analyses originales. Cela permet la correction de plusieurs ajustements manuels dans les zones de données manquantes, où l’estimation de scénarios était habituel.
Le premier produit de réanalyse, ERA-15, a généré des réanalyses sur environ 15 ans, de décembre 1978 à février 1994. Le second produit, ERA-40 (originellement voulu comme une réanalyse de 40 ans) commence en 1957 (l’année géophysique internationale) et couvre 45 ans, jusqu’en 2002. En tant que précurseur à un produit de réanalyse étendu destiné à remplacer ERA-40, le CEPMMT a sorti ERA-Interim qui couvre la période de 1979 à aujourd’hui et est continuellement mis à jour.
Le CEPMMT a récemment publié un nouveau produit de réanalyse, ERA5, dans le cadre des services Copernicus Climate Change. Ce produit a une résolution spatiale plus élevée (31 km) et couvre la période de 1950 à aujourd'hui. Ce projet inclut aussi la réanalyse ERA5-Land qui couvre seulement les continents à une résolution de 9 km,. 

## Accès aux données
Les données peuvent être téléchargées à des fins de recherche sur la page du CEPMMT (voir les liens externes) ainsi que depuis les archives de données du National Center for Atmospheric Research. Ce dernier demande une inscription.